# Harvest (Ste van Holm-album)
 For alternative betydninger, se Harvest. (Se også artikler, som begynder med Harvest)
Harvest er titlen på Ste van Holms femte fuldlængde album, der udkom i oktober 2012.

Albummet stræber mod at lyde som rockmusik fra 70erne og derfor bliver der kun brugt følgende instrumenter akustisk- og elektrisk guitar, akustiske trommer, elbas, Hammond orgel og Rhodes elklaver.

Teksterne på 'Harvest' kredser om det ukendte og det at se sine dæmoner i øjnene.
 Nummeret 'Whiteout' er inspireret af Jon Krakauers bog Op i det blå, der er en autentisk beretning om katastrofen på Mount Everest d. 10. maj 1996.

Coveret til 'Harvest' prydes af en buket vintergækker på brunlig baggrund, som man ville kunne finde mange blomster afbildet i gamle botanikbøger. Dog flyder der blod ud af blomsternes stilke, hvilket giver det ellers så pæne cover en makaber kant.

## Trackliste
1. "Truth Serum"
2. "Damage"
3. "Brocken Spectre"
4. "Escapism"
5. "Incantations"
6. "The Jackdaw"
7. "Black Stalks"
8. "Harvest"
9. "Whiteout"